# Megys Boulevard
Megys Boulevard ist die bunte Unterhaltungs- und Kulturtalkshow bei TV Berlin, die alle 14 Tage am Samstag gesendet wird. 
Sie wird seit November 2022 bei tv.berlin und Hamburg 1 ausgestrahlt. 
Moderiert wird sie von Travestiestar MEGY B. In den 38 ausgestrahlten Talk-Sendungen waren u. a. zu Gast: Georg Preuße (MARY), Dieter Hallervorden, Johannes Hallervorden, Dagmar Frederic, Julian F. M. Stoeckel, Alina, Sven Ratzke, Linda Feller.
Produziert wird die Sendung in Berlin von Medienmanager Dennis Schönwetter.